# Groeve boven op de Riesenberg

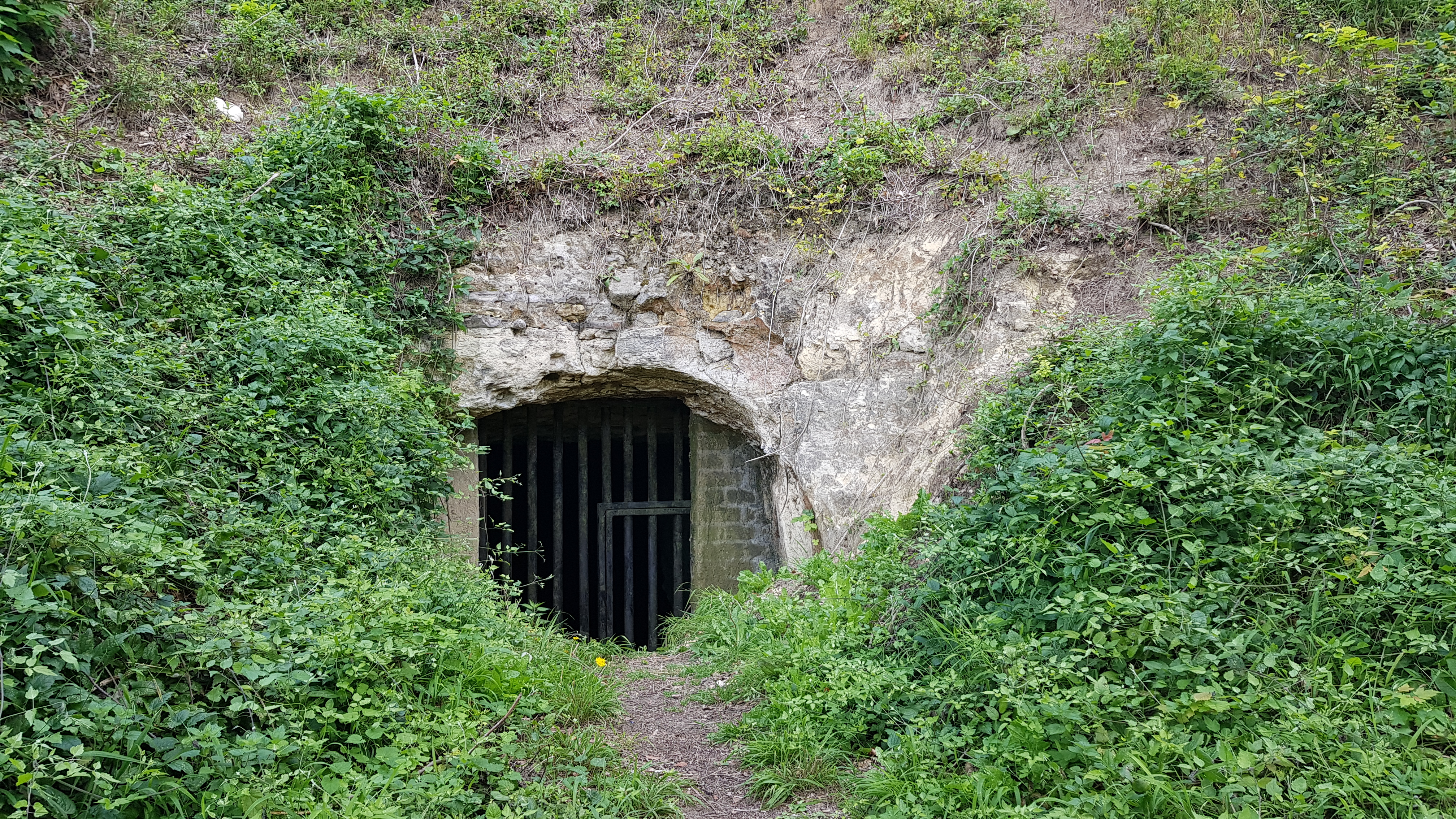
De meest oostelijke ingang

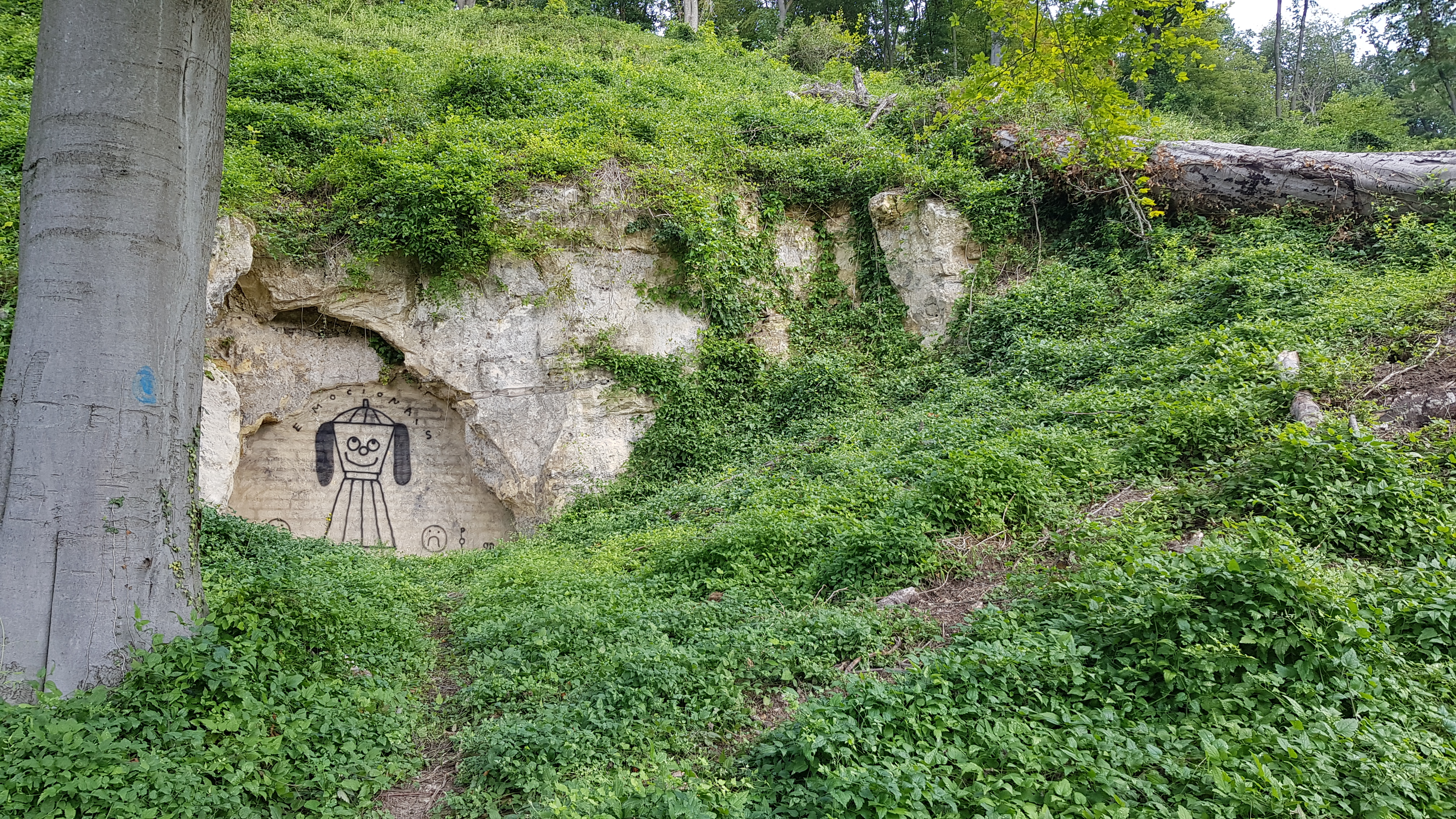
De in het midden gelegen ingang (van de drie oostelijke ingangen)

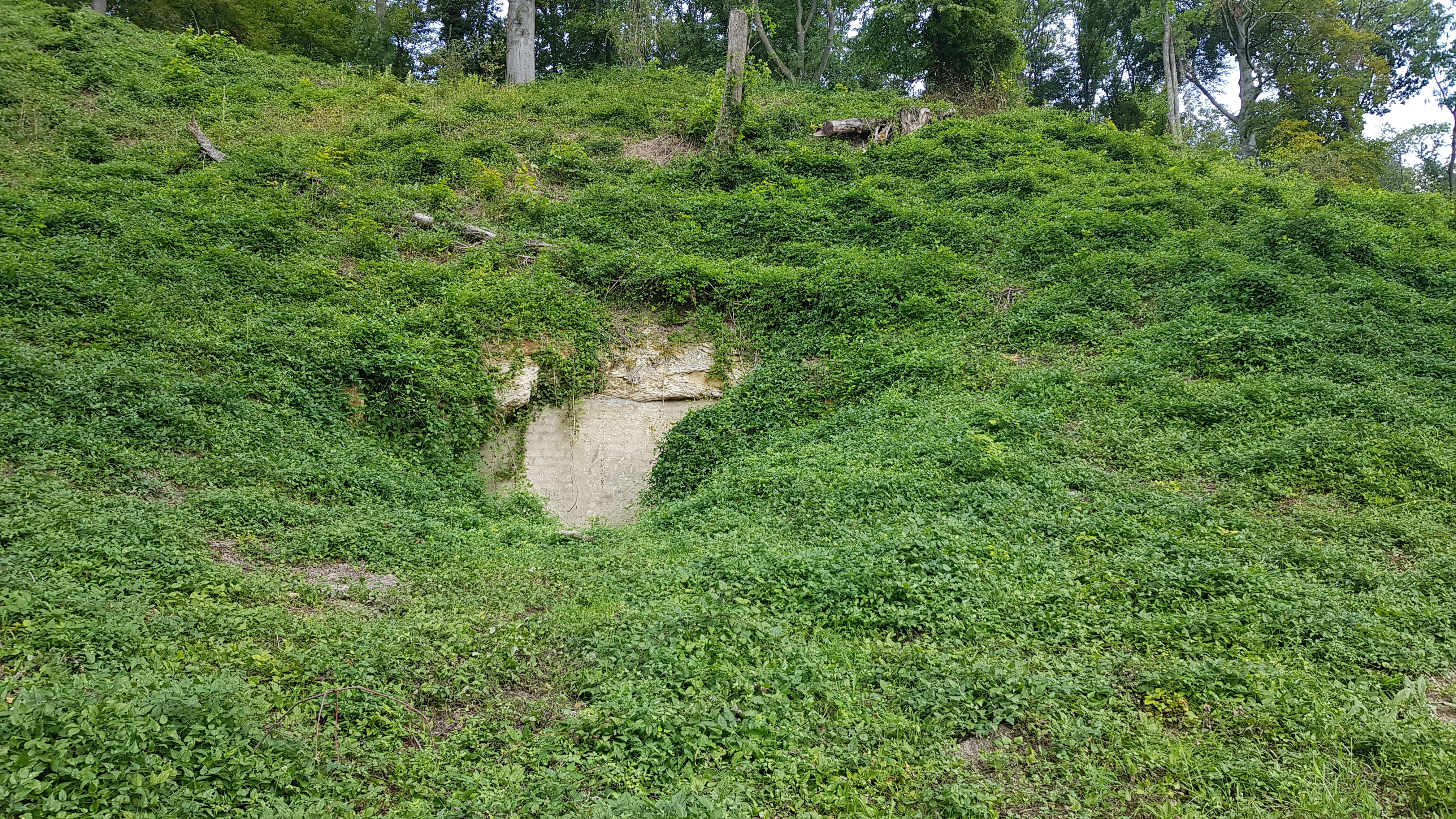
De westelijke ingang (van de drie oostelijke ingangen)

De Groeve boven op de Riesenberg, ook aangeduid met Wijngaardsberggroeve II of Riesenberggroeve II, is een Limburgse mergelgroeve in de Nederlandse gemeente Eijsden-Margraten. De ondergrondse groeve ligt tussen Gronsveld en Cadier en Keer aan de zuidzijde van de Riesenberg aan de Dorregrubbe in het noordelijke deel van het Savelsbos. De groeve ligt aan de westelijke rand van het Plateau van Margraten in de overgang naar het Maasdal. Ter plaatse duikt het plateau een aantal meter steil naar beneden.
Op enkele tientallen meters naar het westen ligt de Riesenberggroeve. Op ongeveer 200 meter naar het oosten ligt de Varkensgatgroeve, op ongeveer 300 meter naar het noorden ligt de Groeve de Hel, op ongeveer 500 meter naar het zuidoosten ligt Groeve op de Trichterberg I en op ongeveer 800 meter naar het zuiden liggen de groeves Trichterberggroeve, Grote Dolekamer en Kleine Dolekamer. Op ongeveer 100 meter naar het westen staat Huis De Beuk op de kop van de Riesenberg.

## Geschiedenis
De groeve werd door blokbrekers ontgonnen voor de winning van kalksteenblokken. De groeve vormde in eerste instantie één geheel met de Riesenberggroeve en dit was nog steeds het geval tijdens een inspectie in het tweede kwart van de 19e eeuw. Een deel van de groeve is later ingestort waardoor de Groeve boven op de Riesenberg een aparte groeve is geworden van de westelijker gelegen Riesenberggroeve.

Sinds 1953 is het Savelsbos inclusief het gebied van deze groeve in beheer van Staatsbosbeheer.
Tot ergens vlak voor augustus 1967 was er in de Groeve boven op de Riesenberg of Riesenberggroeve een champignonkwekerij gevestigd.

## Groeve
De Groeve boven op de Riesenberg is een middelgrote groeve. De groeve heeft zes ingangen die afgesloten zijn. Van de drie oostelijke ingangen zijn de twee westelijke ingangen dichtgemetseld, terwijl de meest oostelijke ingang afgesloten is zodat onder andere vleermuizen de groeve nog kunnen betreden. De vier westelijke ingangen zijn dichtgemetseld, waarbij in de muur van een van deze ingangen twee met traliewerk afgesloten openingen zijn aangebracht voor onder andere vleermuizen.

## Geologie
De groeve is uitgehouwen in Kalksteen van Gronsveld.

## Zie ook

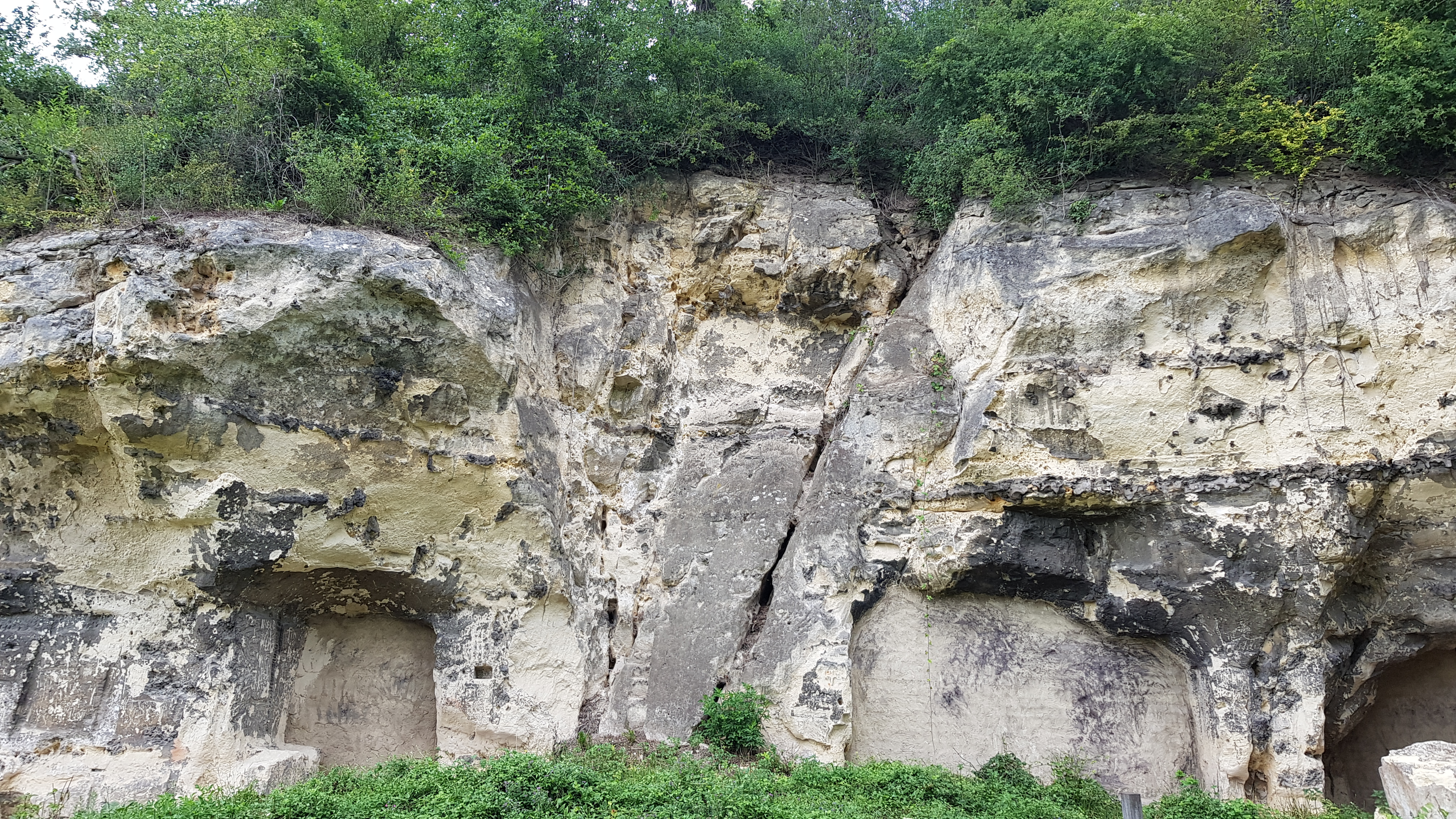
De scheur geeft de plaats aan waar de twee groeves gescheiden zijn: links van de scheur ligt de Riesenberggroeve, rechts van de scheur de Groeve boven op de Riesenberg
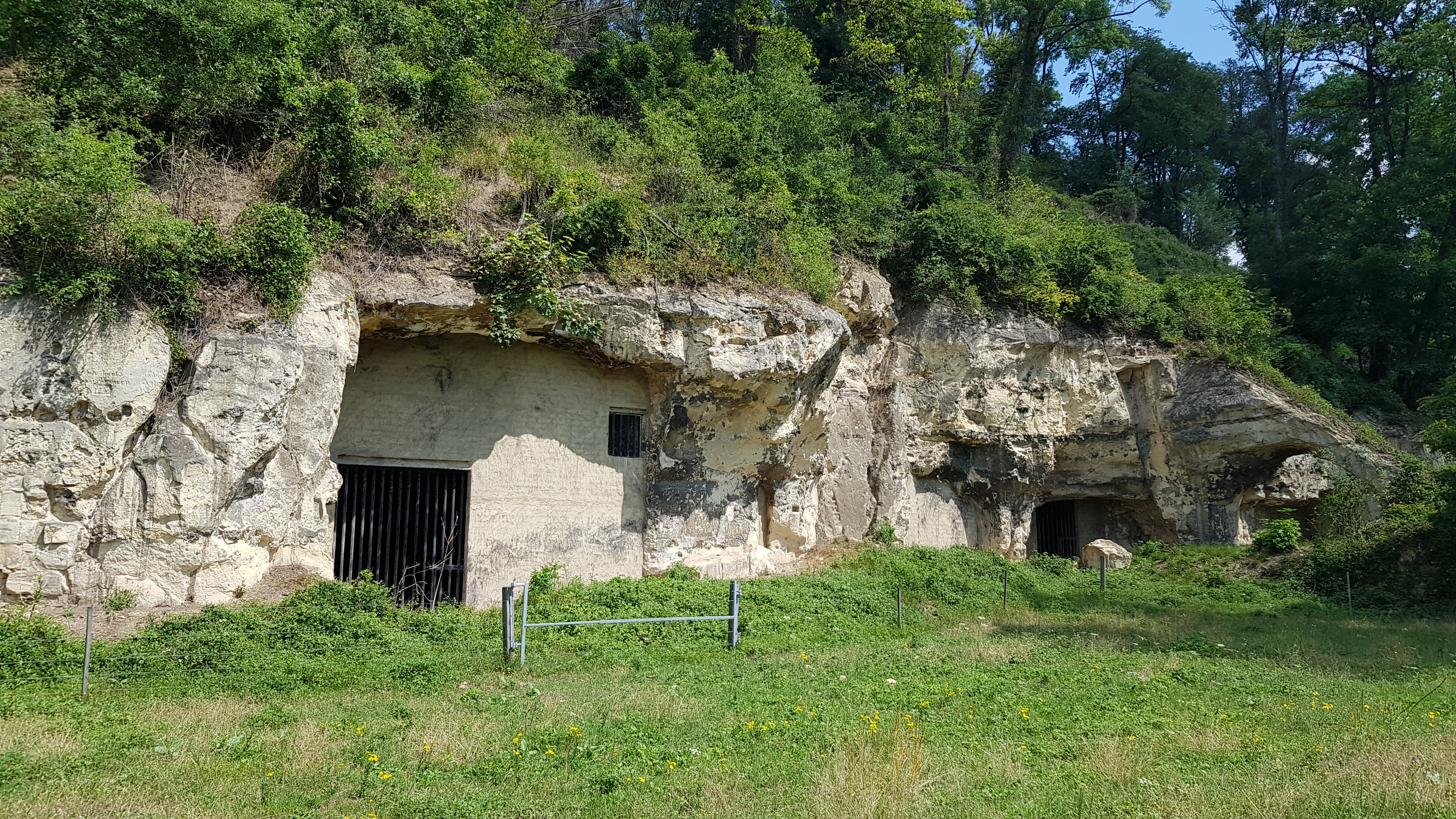
Links de Riesenberggroeve, rechts de Groeve boven op de Riesenberg
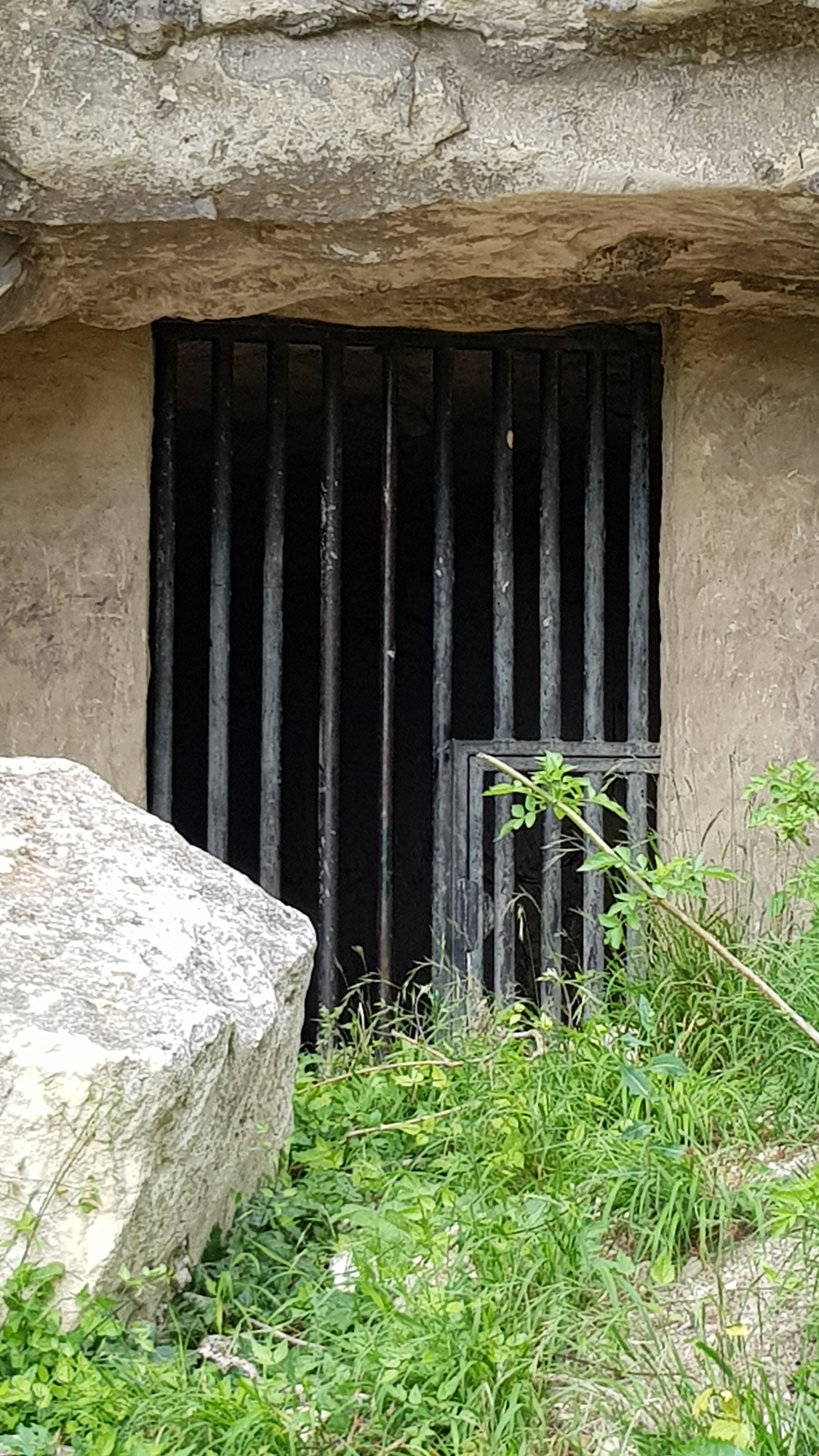
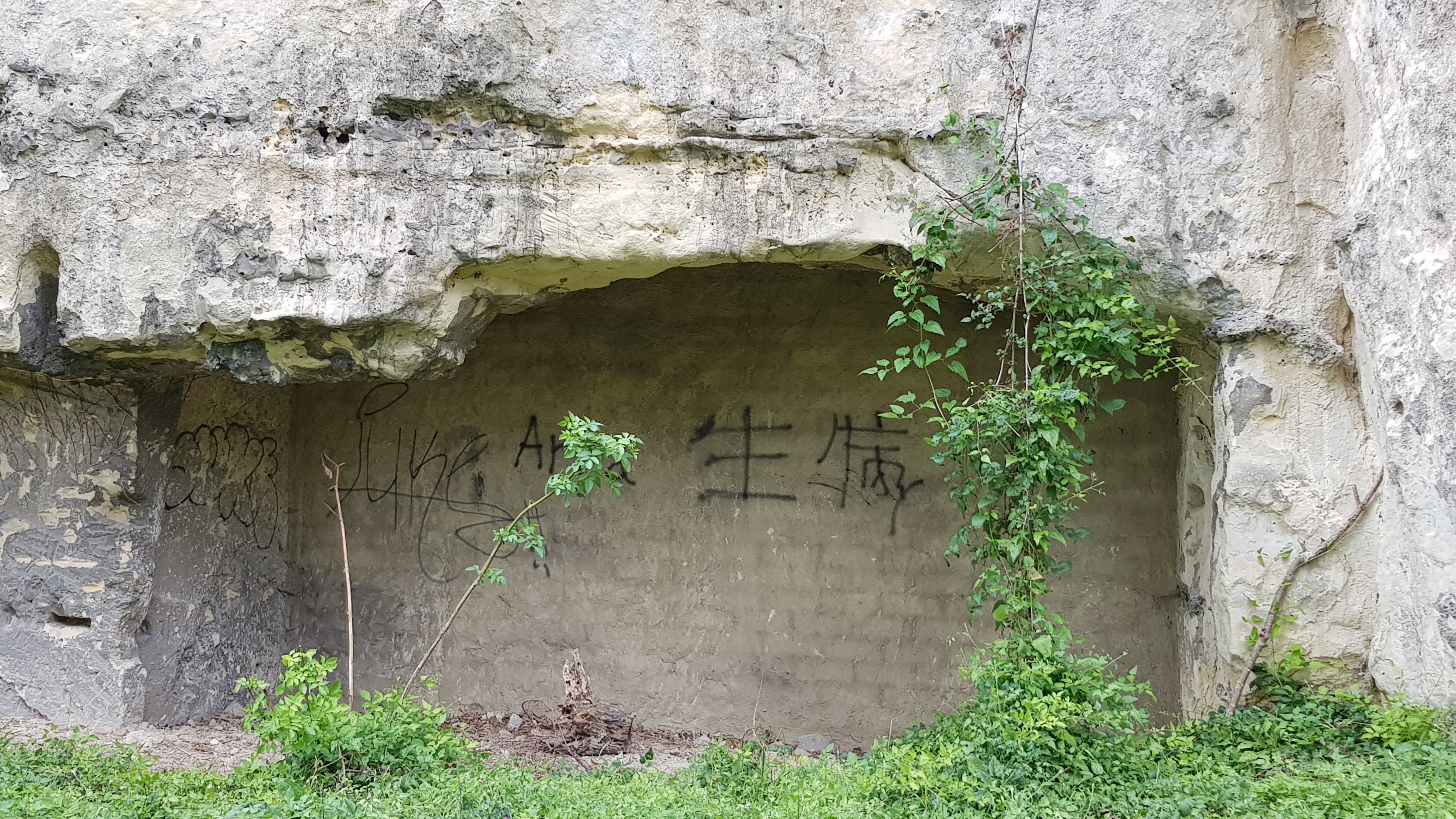
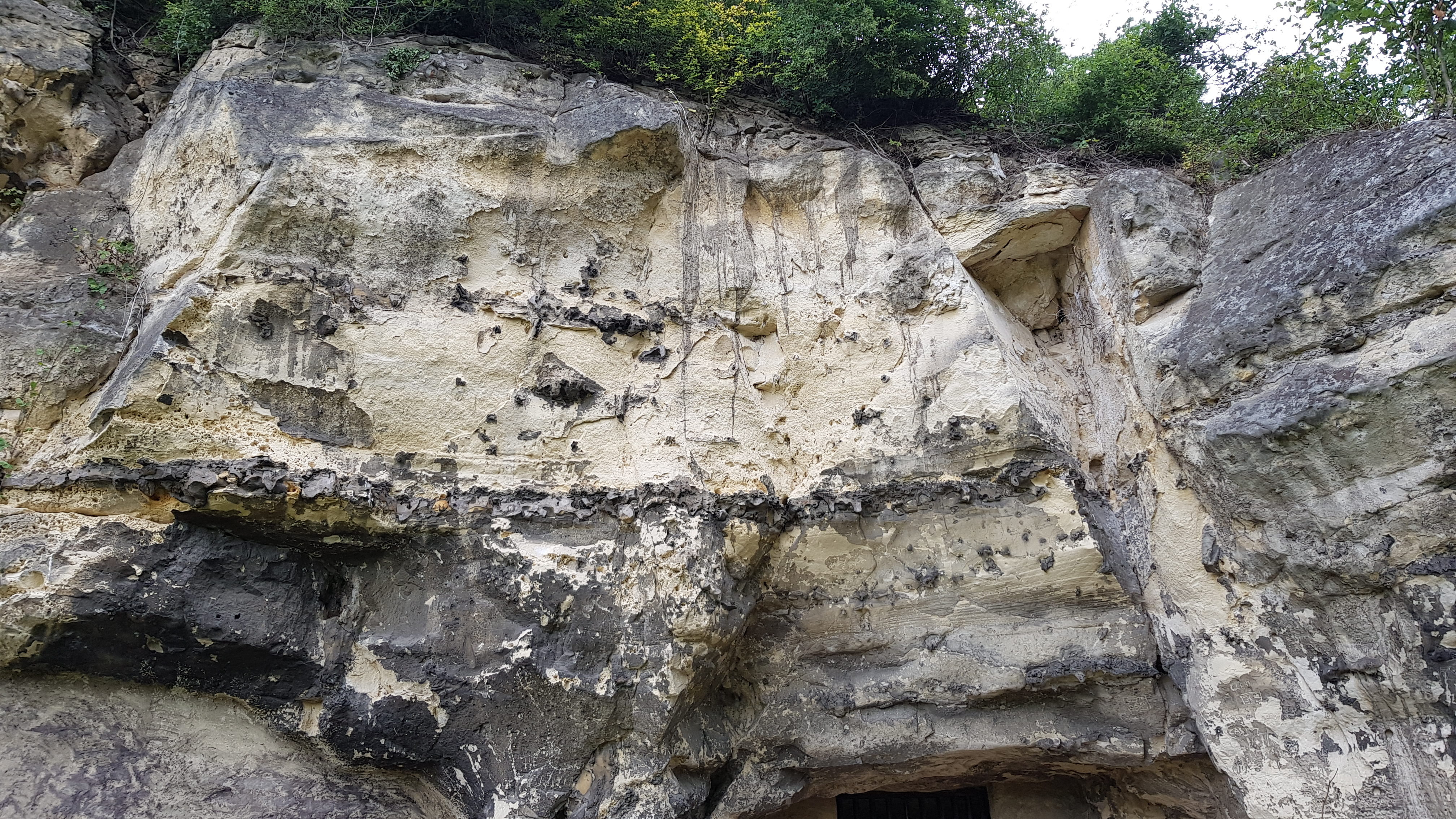
Gesteentelagen boven enkele ingangen